# 크리스마스 음식 목록

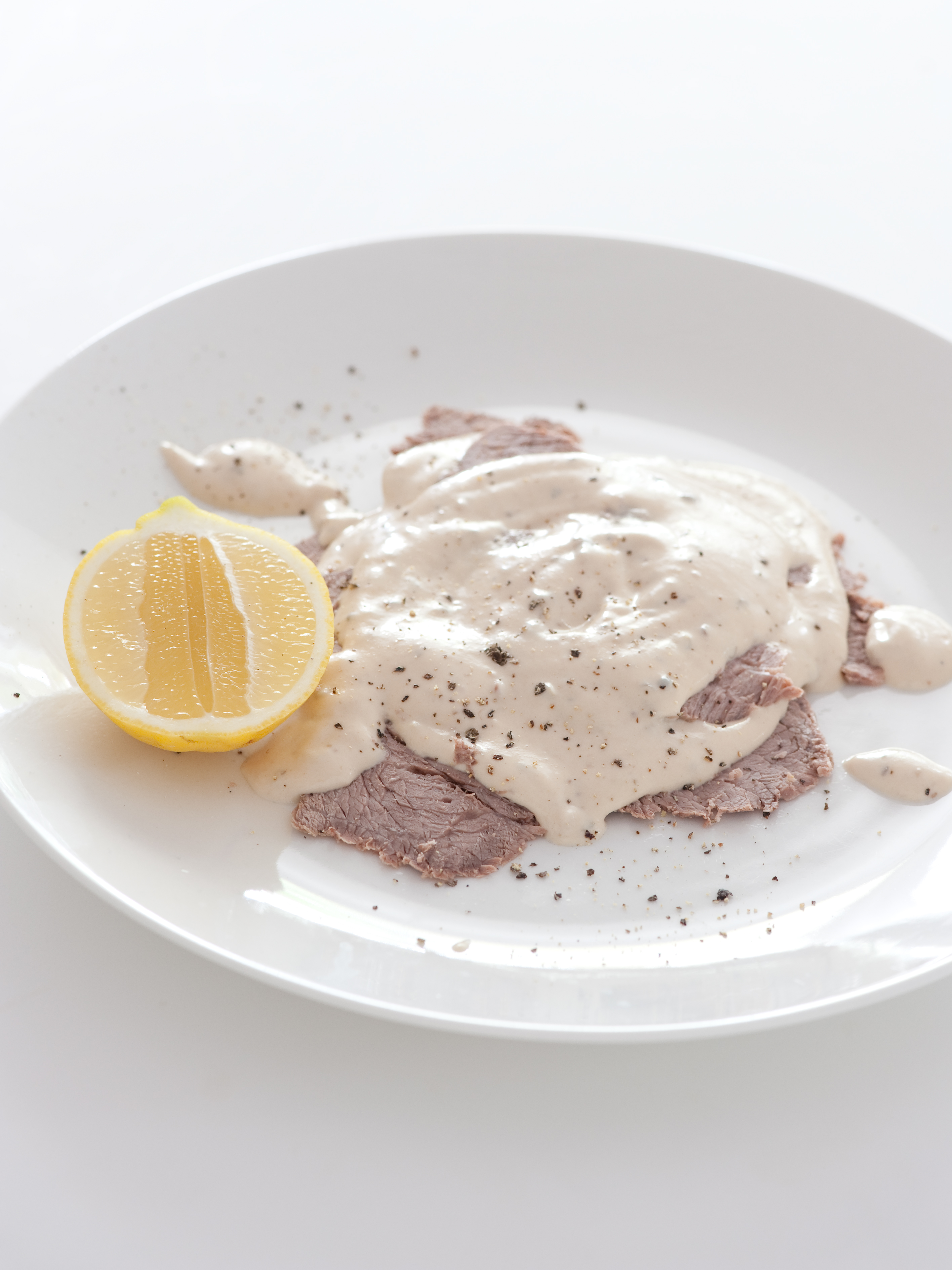
비텔로톤나토는 비텔로토네로 알려진 아르헨티나에서 인기 있는 크리스마스 요리이다. 피에몬테 섬의 이 요리는 여름 동안 차가운 서빙 온도로 평가되며, 이 나라로 향하는 대규모 이탈리아 이민의 유산이다.

이 문서는 전 세계에서 먹는 크리스마스 음식 목록이다. 이 음식들은 전통적으로 크리스마스 시즌에 먹는다.

## 과테말라
- 타말
- 공작
- 닭고기

## 남아프리카공화국
- 감자 샐러드
- 샐러드
- 칠면조고기
- 비리아니
- 보보티
- 미트볼
- 닭튀김
- 크리스마스 푸딩
- 아이스크림
- 쿠키
- 수박
- 망고
- 파인애플
- 딸기

## 노르웨이
- 아쿠아비트
- 온포도주 - 온포도주
- 루테피스크
- Svineribbe - 돼지고기 갈비

## 뉴질랜드
- 파블로바
- 햄
- 칠면조고기
- 딸기
- 크리스마스 푸딩
- 크리스마스 민스
- 포도주
- 감자 샐러드
- 체리

## 덴마크
- 에블레스키베
- 로스트 밤 (소금, 버터 곁들임)
- 끓인 통감자
- 온포도주
- 갈아만든 견과류

## 도미니카 공화국
- 감자 샐러드

음료:
- 에그노그
- 레드 와인

후식:
- 열매 플래터

## 독일
- 슈톨렌[1]
- 사슴고기
- 바이스부르스트
- 온포도주

## 루마니아
- 라키야

## 말레이시아
- 달걀 샐러드
- 빈달루

## 멕시코
- 고기
  - 로스트 칠면조고기
  - 하몬
  - Lechon
  - 해산물
    - 새우
    - 문어목
    - 게
- 기타
  - 마지팬 - 아몬드 케이크
  - 판 둘세 - 스위트 롤
  - 추로
  - 핫 초콜릿

## 몰타
- 파네토네
- 프루트 케이크

## 미국
- 애플 사이다
- 크렘 앙글레즈
- 캔디 케인
- 샴페인
- 초콜릿 퍼지
- 크리스마스 쿠키
- 크랜베리 소스
- 에그노그
- 물고기
- 프루트케이크
- 진저브레드
- 크리스마스 햄
- 핫초콜릿
- 매시트 포테이토
- 파이
  - 사과 파이
  - 호박 파이
  - 고구마 파이
- 톰 앤드 제리
- 로스트 칠면조고기
- 소고기

## 브라질
- Lombo à Califórnia - 돼지고기 등심
- Rabanada - 프렌치 토스트
- 파로파
- 햄
- 바칼랴우 - 콜드피시
- 브라질넛
- 감자 샐러드
- 파네토네
- 크렘 카라멜
- 무스 (음식)
- 사과주
- 포도
- 포도주

## 세르비아
- 체스니차

## 스웨덴
- Julbord[2]:
  - 셰트불라르
  - 그라브락스 - 록스 (음식)
  - 얀손스 프레스텔세  ("Jansson's Temptation")
  - 크네케브뢰드
  - 적채
- 온포도주

## 스페인
- 하몬
- 고기
  - 로스트 칠면조고기
  - 로스트 양고기
  - 해산물
    - 새우
    - 바닷가재
    - 게
- 기타
  - 마지팬: 아몬드 케이크
  - 추로[3]

## 아르헨티나
- 비텔 토네[4][5][6]
- 파네토네[7]
- 아사도 (쇠고기, 닭고기, 송아지고기, 양고기, 애저)[8][9][10][11]
- 사과주 (사과, 파인애플), 발포성 포도주[6][10]
- 샐러드[6][9]
  - 러시안 샐러드[12]
  - 월도프 샐러드[6]
  - 과일 샐러드[9]
- Lengua a la vinagreta[12][13]
- 칠면조고기[14]

## 아이슬란드
- 뇌조
- 오븐 로스트 칠면조고기

## 알바니아
- Byrek me kungull dhe arre

## 영국·아일랜드
- 비프 웰링턴[15]
- 방울다다기[16]
- 캔디 케인
- Chocolate yule log
- 크리스마스 케이크
- 크리스마스 햄
- 크리스마스 푸딩[17]
- 크랜베리 소스[18]
- 던디 케이크
- 진저브레드[19]
- 그레이비[20]
- 핫초콜릿
- 민스 파이[21]
- 온포도주[22]
- 로스트 칠면조고기[21]
- 로스트 비프
- 로스트 밤[23]
- 로스트 오리고기
- 로스트 거위
- 로스트 꿩
- 로스트 파스닙과 당근
- 감자[24]
- 소고기
- 십이야 케이크[25]

## 오스트레일리아
- 차가운 햄, 차가운 칠면조고기[26]
- 해산물, 샐러드[26]
- 로스트 닭고기, 햄, 칠면조고기[26]
- 소고기[27]
- 크리스마스 케이크 또는 크리스마스 푸딩[26]
- 커스터드
- 진저브레드 (크리스마스 모양)
- 크리스마스 댐퍼[28]
- 샴페인[29]
- 에그노그[30]
- 파블로바[27]
- 왕새우
- 민스 파이
- 아이스크림
- 젤리
- 물고기
- 체리
- 롤리팝
- 감자 샐러드
- 땅콩 등의 견과류
- 도넛
- 딸기와 기타 장과류
- 쌀, 콩 샐러드
- 굴
- 초콜릿 또는 초콜릿 롤
- 크리스마스 쿠키

## 우크라이나
- 콤포트[31]
- 피에로기
- 보르시
- 감자 부침[32]

## 이탈리아
- 파네토네 (Milan)[33][34]
- 판도로 (Verona)[35]
- 판포르테 (Tuscany)[36]
- 프로세코 (Veneto)[37]
- 발포성 포도주 (Piedmont)[37]
- 스트루폴리 (Naples)
- 파스티에라 (Naples)

## 인도
- 굴랍자문
- 잘레비
- 키르 (음식)
- 초콜릿을 덮은 과일
- 만두
- 타르트
- 로스트 치킨
- 비리아니
- 스튜
- 빈달루
- 열매(예: 사과, 오렌지)
- 컵케이크
- 음료 (예: 사과주, 진저 에일 등)

## 일본
- 크리스마스 케이크
- KFC 닭튀김[38]

## 자메이카
- 소렐
- 닭고기

## 체코·슬로바키아
- Kapustnica - 크리스마스 양배추 수프
- 감자 샐러드 (마요네즈, 삶은 달걀, 끓인 채소 곁들임)
- 프루트케이크
- 진저브레드

## 칠레
- 로스트 칠면조고기
- Ponche a la romana

## 캐나다
- 애플 사이다
- 뷔슈 드 노엘
- 크리스마스 푸딩
- 감귤
- 도넛
- 에그노그
- 프루트케이크
- 진저브레드
- 호박 파이
- 민스 파이
- 로스트 칠면조고기
- 쇼트브레드
- 소고기
- 매시트 포테이토
- 핫초콜릿

## 콜롬비아
- 퍼프 페이스트리
- 칠면조고기
- 감자 샐러드

## 쿠바
- 모로스 이 크리스티아노스 (음식)
- 애저 (돼지)

## 파나마
- 아로스 콘 포요
- 타말
- 햄
- 칠면조고기
- 포도
- 프루트 케이크
- 에그노그
- 감자 샐러드

## 파라과이
- 애플 사이다
- 사과주
- 로스트 닭고기
- 감자 샐러드
- 로스트 돼지고기

## 포르투갈
- 바칼랴우
- 카르느 드 비냐달류스
- 프렌치 토스트

## 폴란드
- 바르슈치 (비트 수프)
- 피에로기
- 비고스
- 콤포트
- 양배추말이
- 올리비에 샐러드

## 푸에르트리코
- Ensalada de pulpo - 문어 샐러드
- 마리네
- 선지 소시지
- 감자 샐러드

음료:
- 피냐 콜라다

후식:
- 라이스 푸딩
- 브레드 푸딩
- 츄러스

## 프랑스
- 굴[39]
- 푸아그라[39]
- 샴페인
- 크레프 (브르타뉴반도)[40]
- 로스트 닭고기
- 칠면조고기
- 뷔슈 드 노엘[41]
- 호두
- 마르멜루 젤리[42]
- 아몬드
- 건포도
- 사과
- 배
- 오렌지
- 동아
- 푸가스 (Provençal bread)

## 핀란드
- 루테피스크, 베샤멜 소스[43]
- 감자 캐서롤[43]
- 끓인 감자
- 당근 캐서롤[43]
- 루타바가 캐서롤 (lanttulaatikko)[43]
- 다양한 소스
- 카리알란피라카

그 밖의 음식:
- 라이스 푸딩
- 진저브레드[43]

음료:
- 온포도주 또는 온포도주  (glögi)
- 크리스마스 맥주 (Jouluolut)[44]
- 홈 비어(Home beer): 알코올이 없는, 맥주같은 음료(kotikalja)

## 필리핀
- 햄[45]
- 판싯
- 리촌

## 한국
- 크리스마스 케이크

## 헝가리
- 생선 스프
- 양배추말이 (töltött káposzta)
- 로스트 오리고기

## 홍콩
- 진저브레드
- 로스트 칠면조고기
- 로스트 닭고기

## 같이 보기
- 추수감사절